# یواس‌اس مک‌کونل (دی‌ئی-۱۶۳)
یواس‌اس مک‌کونل (دی‌ئی-۱۶۳) (به انگلیسی: USS McConnell (DE-163)) یک کشتی بود که طول آن ۳۰۶ فوت (۹۳ متر) بود. این کشتی در سال ۱۹۴۳ ساخته شد.